# حديقة كيب رينج الوطنية
حديقة كيب رينج الوطنية Cape Range National Park هي حديقة وطنية في منطقة جاسكوين في غرب أستراليا، 1,105 كيلومتر (687 ميل) شمال بيرث. تحتل الحديقة الجانب الغربي من شبه جزيرة شمال غرب كيب على مساحة 47,655 هكتار (117,760 أكر). أقرب مدينة هي بلدة اكسماوث. مباشرة قبالة الساحل توجد منطقة Ningaloo Reef. نتجت المنطقة عن الارتفاع التدريجي من قاع البحر متبوعًا بتقلب مستويات سطح البحر وتآكل الرياح والمياه التي أدت إلى تآكل النطاق والسهول ببطء تاركة وراءها مجموعة من الحجر الجيري الوعر والأخاديد العميقة والشواطئ البكر.

## نظرة عامة
كيب هي الهضبة المرتفعة الوحيدة المكونة من الحجر الجيري على الساحل الشمالي الغربي. يحتوي النطاق على هضاب يصل ارتفاعها إلى 314 متر (1,030 قدم) وتشكل العمود الفقري لشبه الجزيرة التي تمتد حتى شمال غرب كيب. 
يقع ياردي كريك، وهو مضيق مذهل حيث يتم احتجاز المياه بواسطة حاجز رملي داخل المنتزه. 
يوجد أكثر من 700 كهف داخل الحديقة ومن المحتمل أن تظل العديد من الكهوف الأخرى غير مكتشفة. يوجد أكثر من 630 نوعًا من الزهور البرية داخل المنتزه، والتي تزدهر عمومًا في نهاية فصل الشتاء، بما في ذلك زهرة الطيور وبازلاء الصحراء. 
كانت المنطقة خاضعة لعقد إيجار رعوي بدءًا من عام 1876 عندما حصل جيه بروكمان على عقود إيجار في المنطقة التي تغطي شمال غرب كيب لتربية الماشية. باع بروكمان أجزاء من عقد الإيجار في عام 1888 لعالم الطيور توماس كارتر بما في ذلك ياردي كريك ومحطة نينجالو. وكان كارتر أول مستوطن في المنطقة وأنشأ محطة رعوية عام 1889.  تم إعلان المنطقة حديقة وطنية في عام 1964، وتم إعلان المنطقة البحرية، حديقة نينجالو البحرية، في عام 
توجد وفرة من النباتات والحيوانات داخل الحديقة. تشمل الأنواع النباتية أشجار المانغروف، والسنط، والسبينيفكس،  الجريفيليا، والفيرتيكورديا، والأوكالبتوس، وزنبق المينيليا. تشمل الحيوانات الموجودة داخل الحديقة الكنغر الصخري، والكنغر الأحمر، وطير الإيمو، وكنغر اليورو، و100 نوع مختلف من الطيور و80 نوعًا من الزواحف. 

## الصور

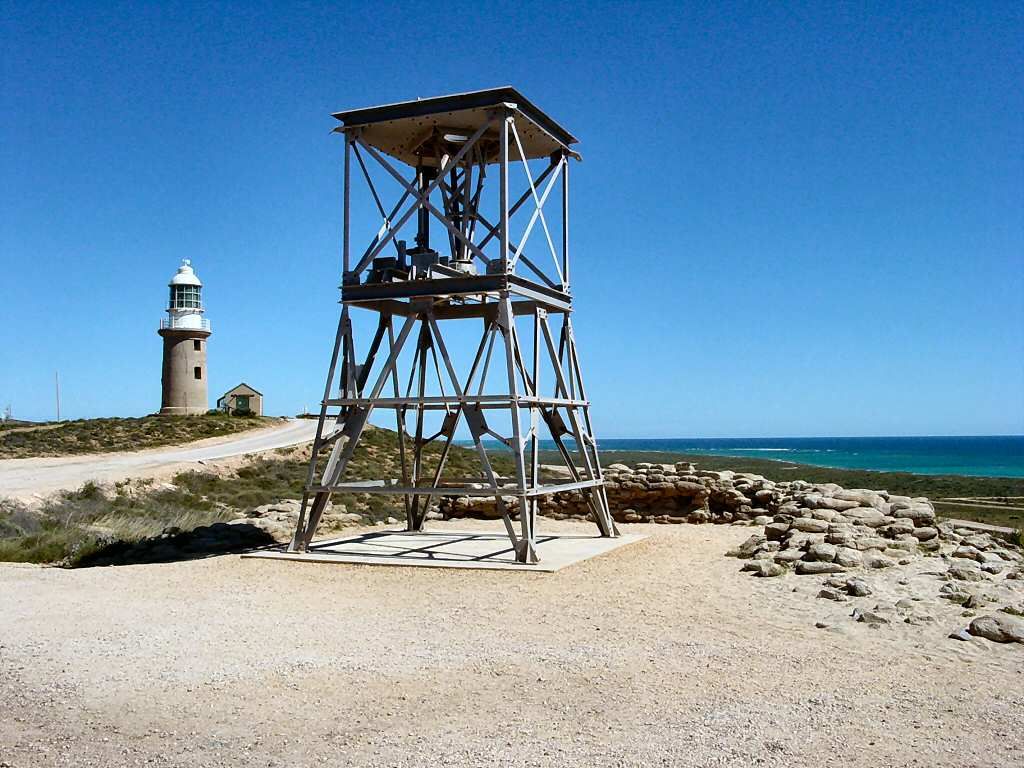
An old WWII radar tower with the Vlamingh Head Lighthouse behind
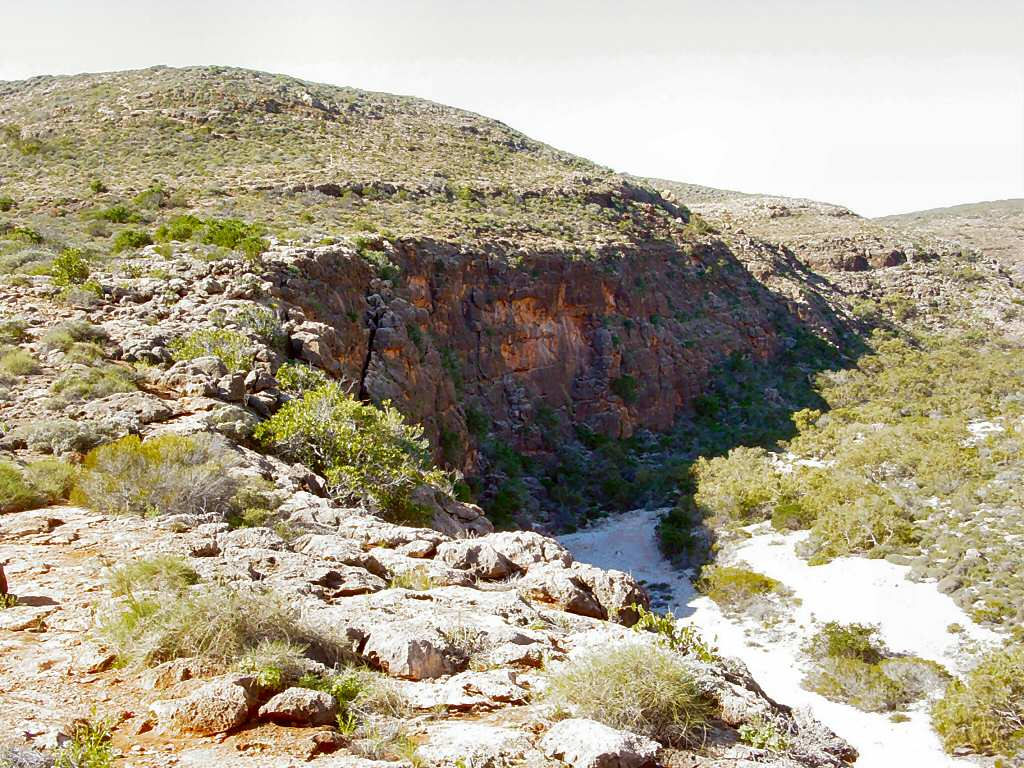
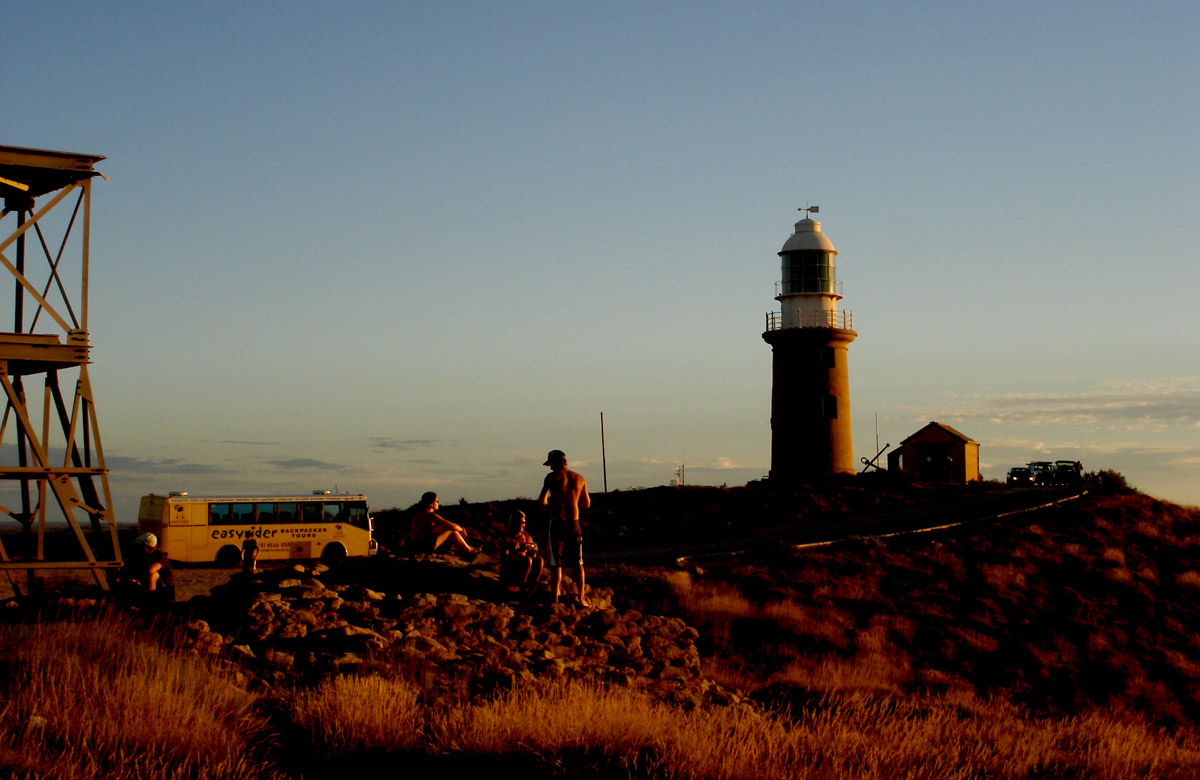
The Vlamingh Head Lighthouse at dusk
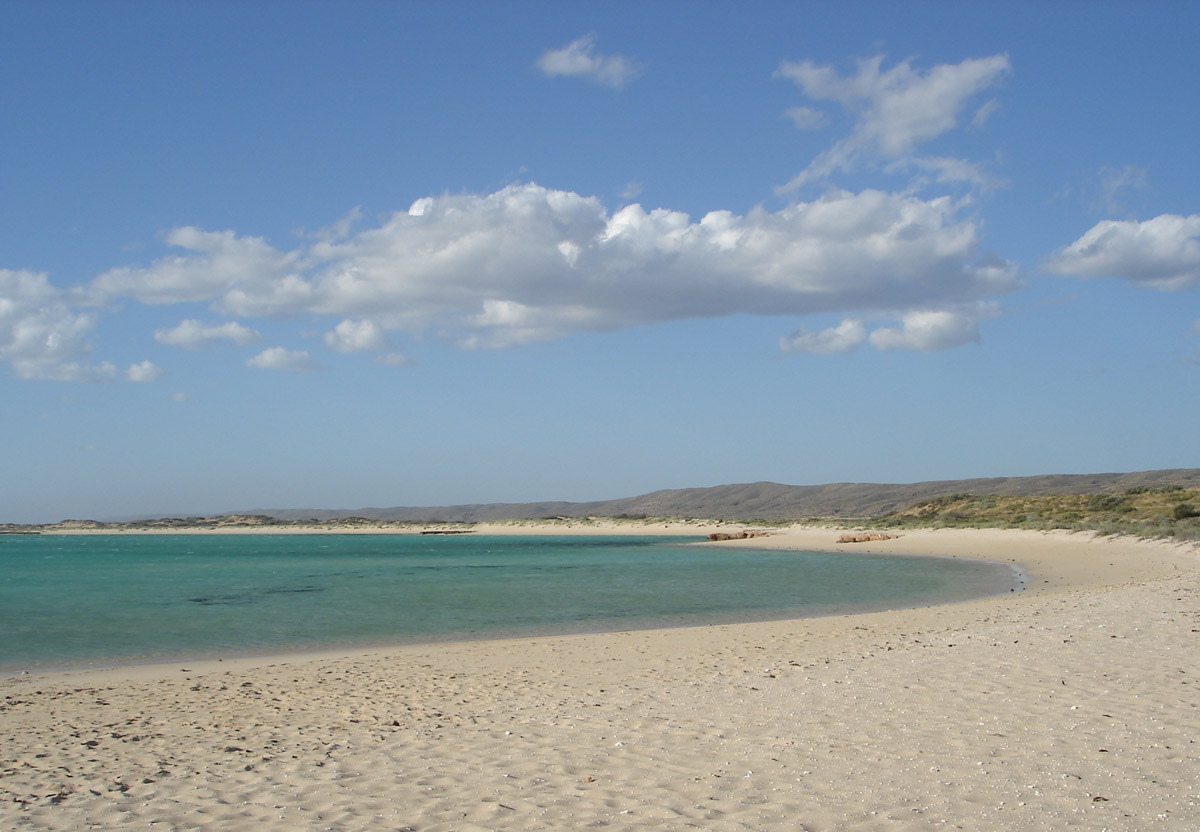
Beach in Cape Range
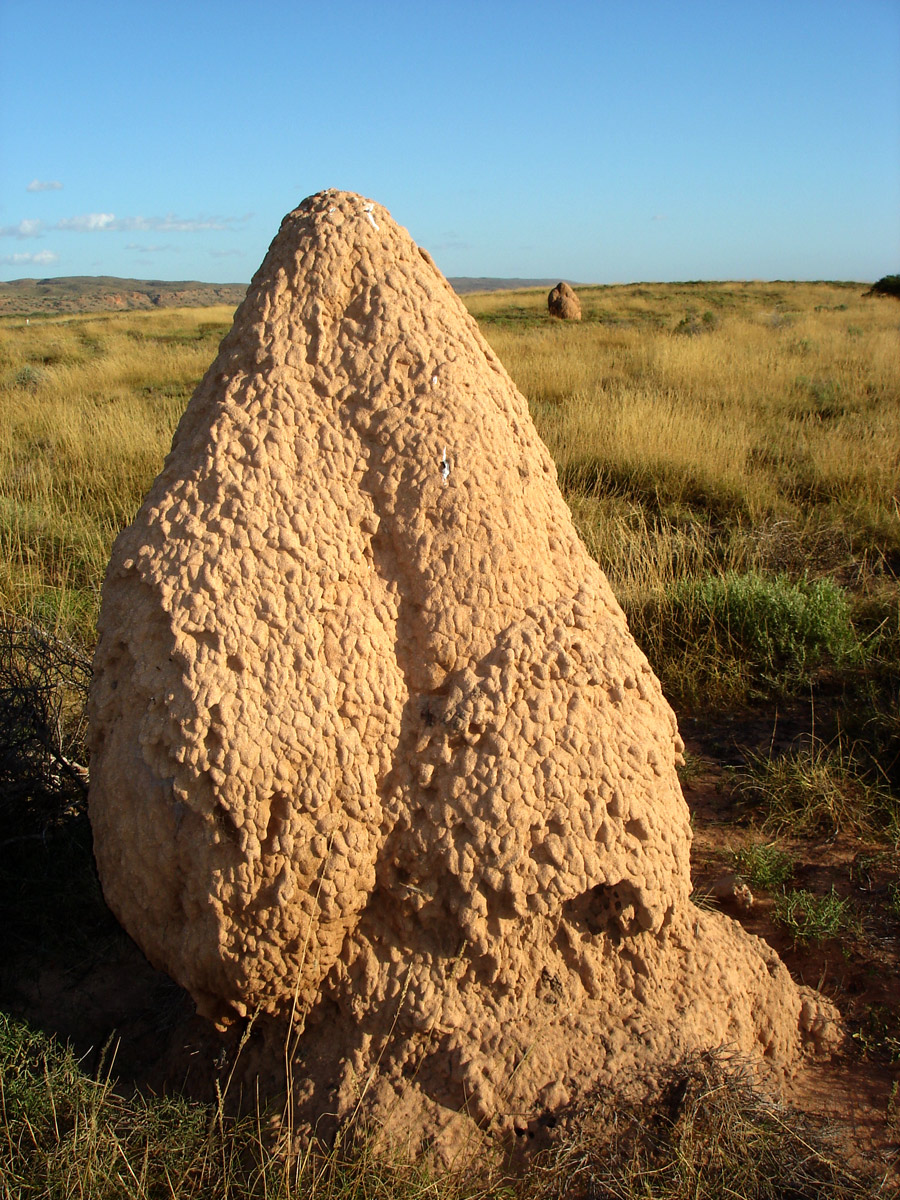
One of the countless termite hills
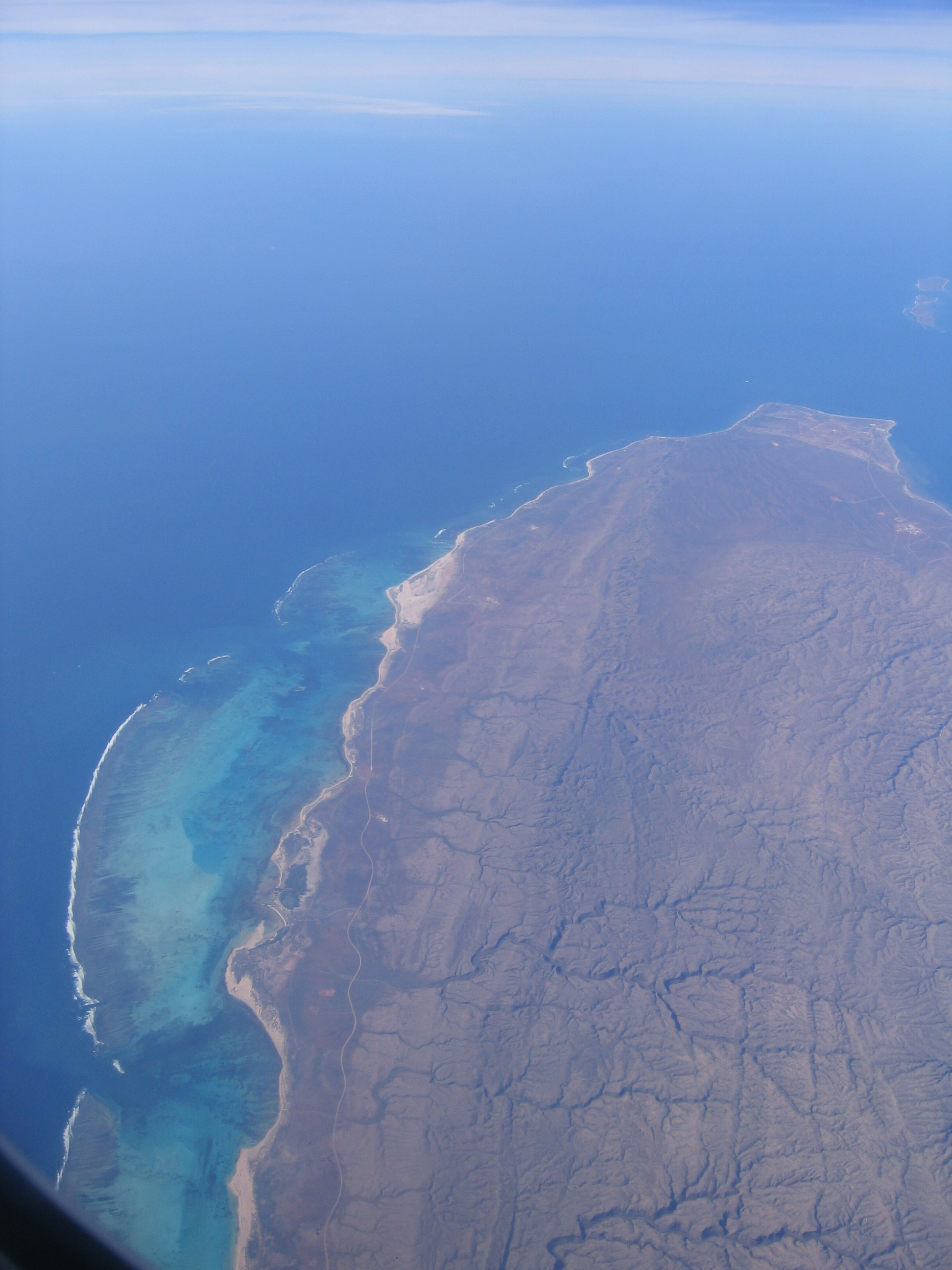
Cape Range National Park and Ningaloo Reef from the air.